# Diocesi di Jining
La diocesi di Jining (in latino: Dioecesis Zinimensis) è una sede della Chiesa cattolica in Cina suffraganea dell'arcidiocesi di Hohot. Nel 1950 contava 36.240 battezzati su 800.000 abitanti. La sede è vacante.

## Territorio
La diocesi comprende la città-prefettura di Ulaan Chab nella regione autonoma cinese della Mongolia Interna.
Sede vescovile è la città di Jining nel distretto omonimo, dove si trova la cattedrale di Nostra Signora del Rosario.

## Storia
Il vicariato apostolico di Tsining (Jining) fu eretto l'8 febbraio 1929 con il breve Ex apostolico munere di papa Pio XI, ricavandone il territorio dal vicariato apostolico di Xiwanzi (oggi diocesi di Chongli-Xiwanzi).
L'11 aprile 1946 il vicariato apostolico è stato elevato a diocesi con la bolla Quotidie Nos di papa Pio XII.
Il 12 ottobre 1995, dopo molti anni di vacanza della sede, è stato eletto dai preti della diocesi e approvato dal governo il nuovo vescovo, John Liu Shigong. Questi, probabilmente in comunione con la Santa Sede, è deceduto nel giugno del 2017.
Il 26 agosto 2019 viene ordinato come nuovo vescovo mons. Antonio Yao Shun, il primo dopo l'accordo sino-vaticano del 22 settembre 2018.

## Cronotassi dei vescovi
Si omettono i periodi di sede vacante non superiori ai 2 anni o non storicamente accertati.
- Evarist Tchang † (10 febbraio 1929 - 26 maggio 1932 deceduto)
- Joseph Fan Heng-nfan † (10 gennaio 1933 - 1975 deceduto)
  - Sede vacante
  - John Liu Shi-gong † (12 ottobre 1995 consacrato - 9 giugno 2017 deceduto)
  - Antonio Yao Shun, consacrato il 26 agosto 2019

## Statistiche
La diocesi nel 1950 su una popolazione di 800.000 persone contava 36.240 battezzati, corrispondenti al 4,5% del totale.
| anno | popolazione | popolazione | popolazione | presbiteri | presbiteri | presbiteri | presbiteri                | diaconi | religiosi | religiosi | parrocchie |
| anno | battezzati  | totale      | %           | numero     | secolari   | regolari   | battezzati per presbitero | diaconi | uomini    | donne     | parrocchie |
| ---- | ----------- | ----------- | ----------- | ---------- | ---------- | ---------- | ------------------------- | ------- | --------- | --------- | ---------- |
| 1950 | 36.240      | 800.000     | 4,5         | 64         | 64         |            | 566                       |         |           | 98        | 32         |